# Fighter Ace
Fighter Ace（ファイターエース、略称FA）は、Ketsujin Studios（血刃スタジオ、けつじんすたじお）が1997年 - 2010年の13年間に渡って開発・運営していた有料MMO（Massively Multi-player Online）コンバットフライトシミュレーションゲーム。
第二次世界大戦から朝鮮戦争の時代の100機種超の軍用機を操縦しオンラインゲームを行うことができた。
オンラインサービスは2010年8月1日で終了し、以後はオフラインでのみプレイすることが可能である。

## 概要
オンラインで第二次世界大戦当時に実在した（ごく一部に史実と異なる装備の機体や、史実では試作のみだった機体も存在）軍用機を使用して空戦・爆撃・雷撃等のミッションを自由に行い、戦闘・戦略・戦術を数十 - 数百人単位で楽しむことが可能。フライトモデルは簡単設定からリアル設定まで用意されていたが、このゲームにおいてはトルク効果や失速スピンを無効にした中級設定が最も人気であった。
クライアントソフトウェアは無料であり、誰でも無料でダウンロードできる。オンラインゲームは月額課金制であり、月額1,500円（税抜）で遊ぶことができる。決済方式はクレジットカード、ネットキャッシュおよび各種インターネットプロバイダ決済。初心者専用アリーナだけは無料アリーナであり、課金切れ状態でも遊ぶことができるが、中級者以上は武器の使用ができないという制限がある。
最初のバージョンであるFA1.0（別名 Air Attack）は1997年にリリースされており、非常に長い歴史を持つタイトルである。
MMO型の二次大戦物フライトゲームとしては唯一日本語化されていることもあり、日本時間の夜には日本人が多く集まるのも特徴である。
2007年秋にサービス開始10周年を迎え、F-86E-10 セイバー、MiG-15bis、朝鮮半島マップを追加したFighter Ace10周年記念クライアントがリリースされた。2008年2月からは10周年記念クライアントが必須となり、旧バージョンではオンラインでのプレイが出来なくなった。旧バージョンから10周年記念クライアントへのアップデートは無料。また、過去に購入したクライアントに同梱されていた未使用の無料チケットはそのまま新クライアントでも使用可能とされていた。
2010年8月現在、アップデート、チケットなどを含めたサポート業務は完全に停止されている。
2008年冬には、B-29や黎明期のジェット機各種が追加されたFighter Ace 4.1がリリースされた。
2010年4月18日に、8月1日をもってファイターエース・サーバーが稼働を終了する旨発表された。また、今後は同系統のオンラインフライトシミュレータであるWarBirdsの日本語化を進めることも同時に発表された。

## 内容
プレイヤーが選択画面で遊ぶ部屋（アリーナ）を選び、そこに入って陣営や機体などを選んで出撃し仲間と共に戦略を楽しんだり航空戦闘・対地攻撃・物資輸送などを楽しめた。
プレイヤーが操作できるのは航空機のみであり、艦船や戦車、空挺部隊、対空砲などはAIユニットである。

### フライトモデル等
フライトモデル（飛行特性）は初級設定からリアル設定まで様々な設定が用意されており、アリーナによって異なる。このフライトモデルは初級設定や中級設定であってもエネルギー戦闘の要素を充分に楽しめるものであり、遊び易さとリアリティのバランスを高いレベルで実現していた。
最も賑わっているアリーナはトルク効果や失速スピンがなく、視界を狭めるコクピットの表示を消去した全画面表示が選択可能な中級設定のアリーナであり、他のフライトシミュレーションゲームと比較するととても簡単に操縦・射撃が出来る。
航空機の性能は史実をベースにしたものであり、それぞれの機体の特徴が再現されている。また、機関銃、機関砲等の兵装の威力や弾道特性、搭載量も機種により異なるものとなっている。ただし、リアリティよりプレイアビリティを重視した調整となっており、必ずしも史実に忠実というわけではない。

### アリーナ
占領の概念がなく純粋に空中戦を楽しむドッグファイト系アリーナと、敵陣を占領し領土を広げることを目指すテリトリアル・コンクエスト系アリーナがそれぞれ複数用意されている。その他、イベントなどでは特殊な勝利条件のアリーナ (敵空母の殲滅など) も登場する。 
常設アリーナの中で最も人気が高いのは Classic と呼ばれる中級設定のテリトリアル・コンクエスト系アリーナであり、このアリーナでは日本、アメリカ、イギリス、ドイツ、ソ連の5陣営に分かれての占領戦が楽しめる。ジェット機を除く全ての機種が使用可能であるが、使用可能機種はそれぞれの陣営に属するものに限定されている。5陣営のうちひとつの陣営の拠点 (シーン) が全て失われた時点で決着となり、その時点で最もシーン数の多い陣営の勝利となる。
2004年に導入されたFA 3.8以降、テリトリアル・コンクエスト系アリーナにおける資材・補給概念が厳しくなり、プレイヤー1人1人が戦略を行っている意識を持って攻撃や防衛を行わないといたずらに限られた資源を浪費し自国に不利に働く可能性が高くなった。
また、プレイヤーが独自の設定のアリーナ (カスタムアリーナ) を立てることも可能である。入室パスワードを設けることも可能であるため、知り合い同士だけで楽しむことも可能。ただし、カスタムアリーナにおいては占領戦はできず、艦船や戦車などのAIユニットも登場しない。

### テリトリアル・コンクエストの占領システム
敵シーンを守る戦車隊や空挺部隊を排除し、シーンに一定以上のダメージを与えた上で、そのシーンに味方戦車隊が到着もしくは空挺部隊を投下することにより、そのシーンを占領することができる。
敵シーンに一定のダメージを与えるとそのシーンに向けて味方戦車隊が出撃する。これを攻撃トリガーと言う。敵シーンのダメージが一定を超えると、敵戦車隊がそのシーンへ防衛に向かう。これを防衛トリガーと言う。
占領に必要なダメージ、攻撃トリガーに必要なダメージ、防衛トリガーに必要なダメージはアリーナによって異なるが、Classic アリーナにおいては防衛トリガーダメージが最も大きく、その次が攻撃トリガーダメージ、最も小さいのが占領ダメージとなっている。すなわち、シーンダメージが攻撃トリガーダメージ以上、防衛トリガーダメージ以下になるように攻撃すれば、敵の防衛戦車を出動させることなく、味方戦車だけを敵シーンに向かわせることができる。

## 開発
1997年にFA 1.0（別名 Air Attack）が登場して以降、運営母体の変遷を繰り返しながら度重なるアップデートが行われている。
FA 2.xは、マイクロソフトをパブリッシャーとし、マイクロソフト・ゲーミングゾーンにおける有料タイトルとして運営されていた。
2002年にPCCWによるVR-1の買収を受けてFA 3.5が登場、完全日本語版も発売された。
2005年、Ketsujin StudiosがFighter Aceを買収。Ketsujin StudiosはFAの生みの親であるMark Vangeが代表を務める会社であり、生みの親の手元に戻る形となった。
2008年、黎明期の各種ジェット機を追加したFA 4.1が登場した。

## 運営
2010年8月までは血刃スタジオ本社のあるカナダのトロントに設置されたサーバーに世界中のプレイヤーが接続し24時間オンラインゲームを行っていた。サーバー停止以後はオンラインゲームクライアントは完全に停止されており、接続して遊ぶことは出来ない。
かつては日本人の有志ボランティアによる初心者用の飛行教習が行われていた。

## 登場機種
システムオペレータ専用機であるMe-163コメートを除く全ての機種がプレイヤーの手により操縦可能である。

### 大日本帝国

#### 戦闘機
- 海軍 三菱 零式艦上戦闘機 二一型（A6M2b）/ 五二甲型（A6M5a）/ 六二型（A6M7)
- 海軍 三菱 局地戦闘機「雷電」 二一型（J2M3)
- 海軍 川西 局地戦闘機「紫電」 二一甲型（紫電改）(N1K2-Ja)
- 陸軍 中島 一式戦闘機「隼」 二型（Ki-43-II)
- 陸軍 中島 二式単座戦闘機「鍾馗」 二型丙（Ki-44-IIc）/ 二型丙37mm砲搭載型（部隊改修型）(Ki-44-IIc-37)
- 陸軍 川崎 三式戦闘機「飛燕」 一型丁（Ki-61-Id)
- 陸軍 中島 四式戦闘機「疾風」 一型甲（Ki-84-Ia）/ 一型丙（Ki-84-Ic)
- 陸軍 川崎 五式戦闘機 一型甲（Ki-100-Ia)
- 海軍 中島 興国二号兵器 「橘花」 (J9Y) (※30mm機関砲×2搭載の戦闘攻撃機型)

#### 爆撃機
- 海軍 愛知 九九式艦上爆撃機 一一型（D3A1)
- 海軍 中島 九七式三号艦上攻撃機（B5N2)
- 海軍 中島 十三試陸上攻撃機「深山」（G5N1)
- 海軍 三菱 一式陸上攻撃機 二二甲型（G4M2)
- 陸軍 三菱 四式重爆撃機「飛龍」（Ki-67)

#### 輸送機
- 海軍 零式輸送機 一一型（L2D2)

### アメリカ合衆国

#### 戦闘機
- 海軍 グラマン F4F ワイルドキャット 3型 / 4型
- 海軍 チャンス・ヴォート F4U コルセア 1A型 / 1C型 / 4型 / 4C型
- 海軍 グラマン F6F ヘルキャット 3型
- 陸軍 ベル P-39 エアコブラ D型
- 陸軍 カーチス P-40 トマホーク C型
- 陸軍 カーチス P-40 ウォーホーク E-1型
- 陸軍 ロッキード P-38 ライトニング G型 / L型
- 陸軍 リパブリック P-47 サンダーボルト D型
- 陸軍 ノースアメリカン P-51 マスタング D型
- 空軍 ノースアメリカン F-86 セイバー E-10型

#### 爆撃機
- 海軍 ダグラス SBD ドーントレス 2型
- 海軍 グラマン TBF アヴェンジャー 1C型
- 陸軍 ノースアメリカン B-25 ミッチェル D型 / J型
- 陸軍 ダグラス A-20 ハヴォック G型
- 陸軍 ボーイング B-17 フライングフォートレス G型
- 陸軍 ボーイング B-29 スーパーフォートレス

#### 輸送機
- 陸軍 ダグラス C-47 スカイトレイン A型

### イギリス帝国

#### 戦闘機
- ホーカー ハリケーン Mk.IA / Mk.IIC / Mk.IID（※40mm砲搭載の対戦車攻撃機型)
- ホーカー タイフーン Mk.IB
- ホーカー テンペスト Mk.V シリーズII
- スーパーマリン スピットファイア Mk.IA / LF Mk.VB / FS Mk.VB / F Mk.IXC / LF Mk.IXE / F Mk.XIVE
- スーパーマリン シーファイア Mk.IIIB
- グラマン マートレット Mk.I（F4F-3)
- カーチス トマホーク Mk.IIB（P-40C)
- カーチス キティホーク Mk.IA（P-40E-1)
- グロスター ミーティア F.1型

#### 爆撃機
- デ・ハビランド モスキート B Mk.IC シリーズII / FB Mk.VI / FB Mk.XVIII 「ツェツェ」（※57mm砲搭載型）/ B Mk.IX
- アブロ ランカスター Mk.IB
- ダグラス ドーントレス（SBD-2)
- グラマン アヴェンジャー Mk.II（TBM-1C)
- ダグラス ボストン Mk.IV（A-20G)
- ノースアメリカン ミッチェル Mk.II（B-25D）/ Mk.III（B-25J)

#### 輸送機
- ダグラス ダコタ Mk.II

### ドイツ第三帝国

#### 戦闘機
- メッサーシュミット Bf 109 E-1/B型 / E-4/B型 / F-4/B型 / G-6/R2型 / G-6/R6型 / K-4型
- メッサーシュミット Bf 110 C-4/B型 / G-2/R3型
- フォッケウルフ Fw 190 A-4/U3型 / A-8/R6型 / F-8型 / A-8/R3型 / A-8/R2型 / D-9型
- フォッケウルフ Ta 152 H-1型
- メッサーシュミット Me 262 シュヴァルベ A-1型（※ジェット機)
- メッサーシュミット Me 163 コメート B-1型（※ロケット機。この機種はスタッフ専用機であり、一般プレイヤーは操縦できない)

#### 爆撃機
- ユンカース Ju 87 シュトゥーカ D-3型 / G-2型（※37mm砲搭載の対戦車攻撃機型)
- ユンカース Ju 88 A-4型
- ドルニエ Do 217 E-2型 / J-1型（※夜間戦闘機型)
- ハインケル He 111 H-6型

#### 輸送機
- ユンカース Ju-52 タンテ・ユー Ju-52/3m g5e型

### ソヴィエト連邦

#### 戦闘機
- ポリカールポフ I-16 イシャク 28型
- ラーヴォチュキン・ゴルブノーフ・グトコーフ LaGG-3
- ラーヴォチュキン La-5 FN型
- ラーヴォチュキン La-7
- ミコヤン・グレヴィッチ MiG-3
- ヤコヴレフ Yak-1 B型
- ヤコヴレフ Yak-3
- ヤコヴレフ Yak-9 U型 / UT型
- ホーカー ハリケーン Mk.IIB
- カーチス P-40 キティホーク E-1A型
- ベル P-39 エアコブラ Q型
- ミコヤン・グレヴィッチ MiG-15bis

#### 爆撃機
- ペトリャコーフ Pe-8
- ペトリャコーフ Pe-2 B型
- イリューシン Il-2 シュトゥルモヴィーク m3型
- トゥーポリェフ Tu-2 S型
- イリューシン Il-10 シュトゥルモヴィーク
- ダグラス A-20 ボストン G型

#### 輸送機
- リスノーフ Li-2

### 二次大戦後の機体
- トゥーポリェフ Tu-4 ＜ブル＞ [ソヴィエト連邦] (※B-29のデッドコピー機)
- マクドネル FH-1 ファントム [アメリカ海軍]
- ミコヤン・グレーヴィチ MiG-9 ＜ファーゴ＞ [ソヴィエト連邦]
- I.Ae. 27 プルキー I [アルゼンチン] (※便宜上GE機に分類)
- デハヴィランド DH.100 ヴァンパイア FB Mk.5 [イギリス]
- ミコヤン・グレーヴィチ MiG-15bis ＜ファゴット＞ [ソヴィエト連邦]
- ノースアメリカン F-86E-10 セイバー [アメリカ空軍]
- ダッソー M.D.450B ウーラガン [フランス] (※便宜上イギリス機に分類)
- サーブ J 29F トゥンナン [スウェーデン] (※便宜上イギリス機に分類)
- イスパノ HA-200E サエタ [スペイン] (※便宜上ドイツ機に分類)